# Erebia nyukasana
Erebia nyukasana är en fjärilsart som beskrevs av Siuiti Murayama 1963. Erebia nyukasana ingår i släktet Erebia och familjen praktfjärilar. Inga underarter finns listade i Catalogue of Life.